# C,XOXO
C,XOXO — четвёртый студийный альбом кубино-американской певицы и автора песен Камилы Кабельо, выпущенный 28 июня 2024 года на лейблах Geffen и Interscope Records. Это её первый альбом после ухода с лейбла Epic Records.
Выпуску альбома предшествовали синглы «I Luv It» при участии Playboi Carti и «He Knows» при участии Lil Nas X, а также промосингл «Chanel No.5».

## Предыстория
В сентябре 2022 года, после выхода третьего студийного альбома Кабельо Familia в апреле того же года, было объявлено, что она покинула лейбл Epic Records и подписала контракт с Interscope Records, входящим в состав Universal Music Group.
Кабельо дала интервью Александре Купер из подкаста Call Her Daddy, где рассказала о своём альбоме: «Это действительно погружение в неудобство вещей и осознание того, что не будет простых, готовых ответов. Я чувствую себя сильной в одних вещах и слабой в других, и здесь нет чёткого решения. Но процесс создания альбома был настоящим путешествием. Он начался с моего намерения вернуться к тому, с чего всё началось для меня, то есть просто быть наедине с собой и снова ощутить страсть к написанию песен. Изучать отсылки, артистов и поэзию — всё, что угодно, и действительно погрузиться в это».
В интервью для Apple Music с Зейном Лоу Кабельо описала музыкальное отличие альбома от своих предыдущих работ, поблагодарив Пабло «Эль Гинчо» Диаса-Рейкса и Джаспера Харриса за помощь в этом. Она сказала: «Я чувствую себя странной, и именно такую музыку я люблю и с гордостью создаю. Думаю, что часто дело сводится к поиску таких же странных людей, Джаспер странный, Гинчо странный, и я думаю, что мы втроём смогли удержать всё в этом пузыре, как будто нам плевать, и мы просто будем делать то, что нам нравится».
8 мая 2024 года Кабельо объявила, что следующим синглом станет песня «He Knows» при участии Lil Nas X. Релиз состоялся 10 мая.
21 июня был выпущен сингл «Chanel No.5», который Камила назвала "подарком для фанатов" перед выпуском альбома. Музыкальное видео к песне было представлено 24 июня.

## Список композиций
| №                   | Название                                              | Автор(ы) | Продюсер                     | Длительность |
| ------------------- | ----------------------------------------------------- | --- | ---------------------------- | ------------ |
| 1.                  | «I Luv It» (при участии Playboi Carti)                | Камила Кабельо Джордан Картер Пабло Диас-Рейкса [англ.] Ховард Кэйлан Марк Вольман [англ.] Тарик Адолемиуи Рэдрик Дэвис Шондрей Кроуфорд [англ.] | Эль Гинчо [англ.] Харрис     | 2:55         |
| 2.                  | «Chanel No.5»                                         | |                              | 2:40         |
| 3.                  | «Pink Xoxo»                                           | |                              | 0:55         |
| 4.                  | «He Knows» (при участии Lil Nas X)                    | Кабельо Дэниел Эйдж Харрис Монтеро Хилл Диас-Рейкса Оджерайм Смит                                                                                | Дэниел Эйдж Эль Гинчо Харрис | 3:01         |
| 5.                  | «Twentysomething»                                     | |                              | 2:42         |
| 6.                  | «Dade County Dreaming" (featuring JT and Yung Miami)» | |                              | 2:40         |
| 7.                  | «Koshi Xoxo»                                          | |                              | 0:47         |
| 8.                  | «Hot Uptown» (при участии Drake)                      | |                              | 2:31         |
| 9.                  | «Uuugly» (при участии Drake)                          | |                              | 1:56         |
| 10.                 | «Dream-Girls»                                         | |                              | 2:52         |
| 11.                 | «305tilidie»                                          | |                              | 0:50         |
| 12.                 | «B.O.A.T.»                                            | |                              | 2:57         |
| 13.                 | «Pretty When I Cry»                                   | |                              | 2:35         |
| 14.                 | «June Gloom»                                          | |                              | 3:00         |
| Общая длительность: | Общая длительность:                                   | Общая длительность: | Общая длительность:          | 32:41        |